# Mount Hobson (Great Barrier Island)
Mount Hobson, maorsky Hirakimatā, je nejvyšším bodem ostrova Great Barrier Island (maorsky Aotea) v Acklandském regionu v Novém Zélandu. Hora má nadmořskou výškou 627 m, nachází se ve vnitrozemí ostrova a je celoročně volně přístupná.

## Další informace
Na vrchol Mount Hobson vede několik horských tras umožňují „relativně snadný“ výstup. Nejkratší trasa, trvající cca 2 hodiny, vede přes populární soutěsku Windy Canyon a je součástí trasy Palmer's Track. Další možností je volba trasy Kaiaraara Track ze západního pobřeží trvající cca 3,25 hodiny nebo využít jinou trasu. Trasy na vrchol jsou místy zpevněné za účerem ochrany okolní přírody a ochrany před erozí. Na vrcholu je také vyhlídka s výhledy na celý ostrov, okolní Tichý oceán, další ostrůvky a poloostrov Coromandel. Hora je také hnízdištěm ptáků a vyskytují se zde chránění živočichové a rostliny, např. černý buřňák Parkinsonův (Procellaria parkinsoni), slizoplod (Pittosporum kirkii)‎, ‎Kunzea (Kunzea sinclairii), ‎Epacris sinclairii, Olearia allomii aj.

## Galerie

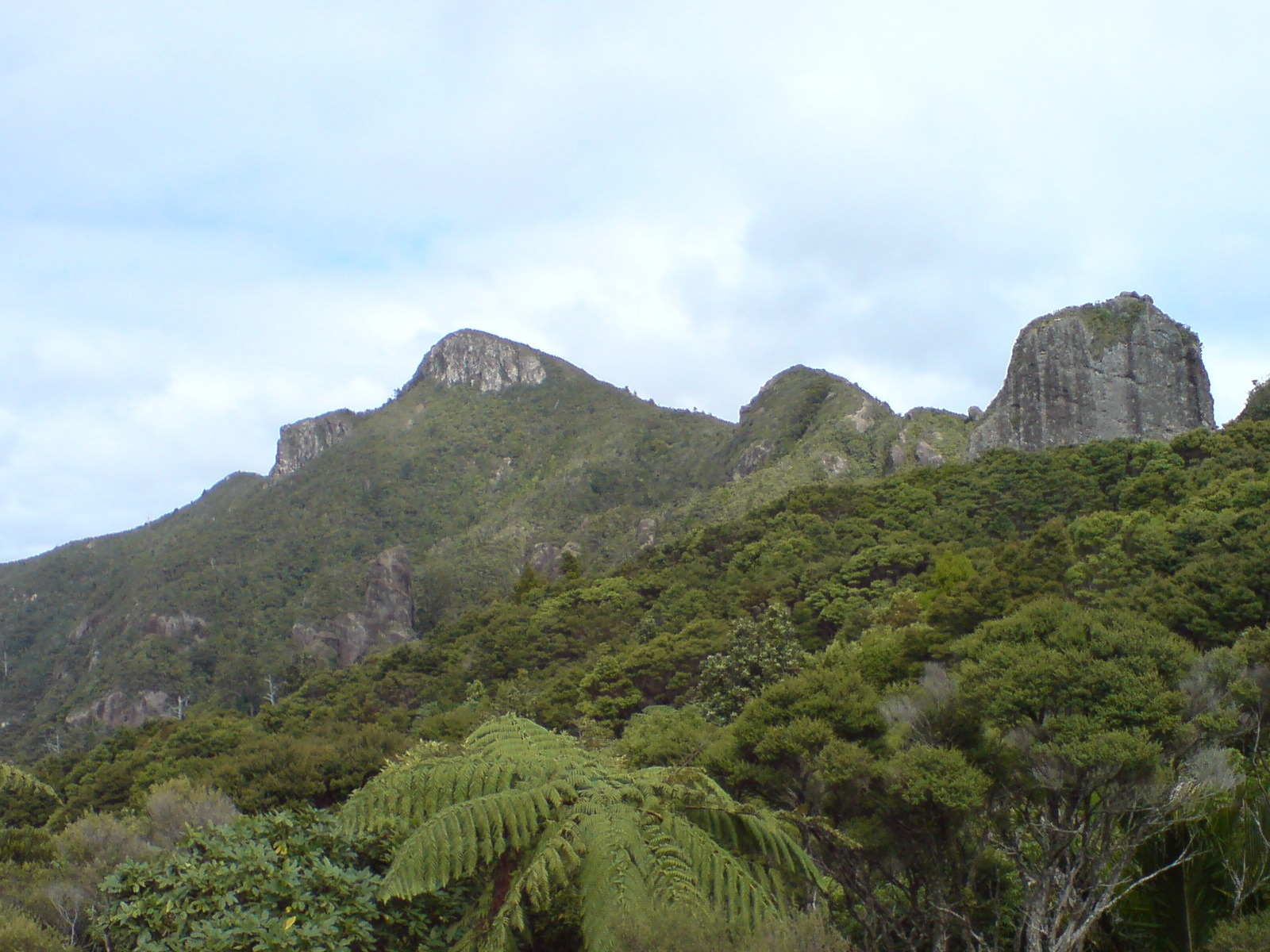
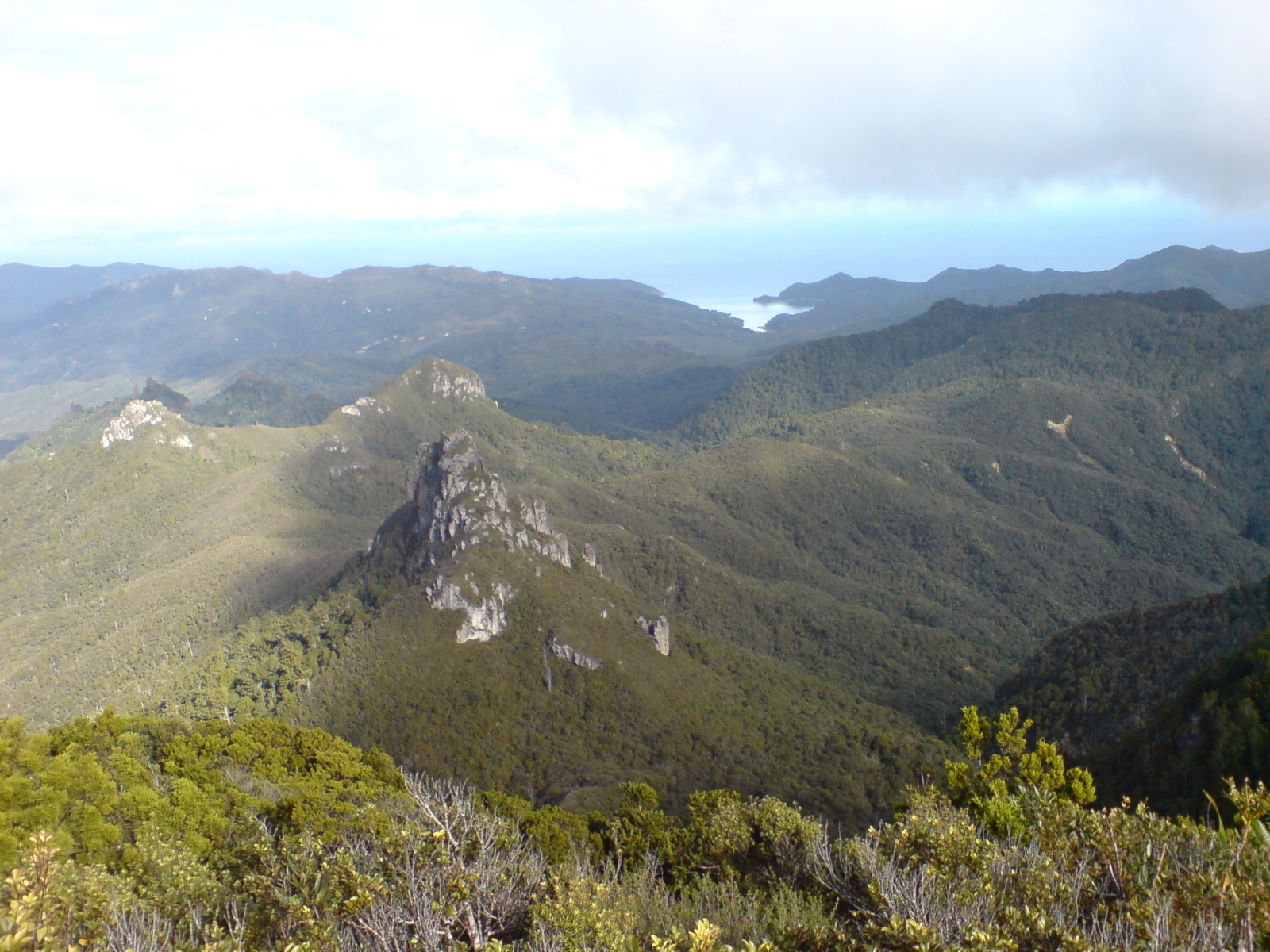
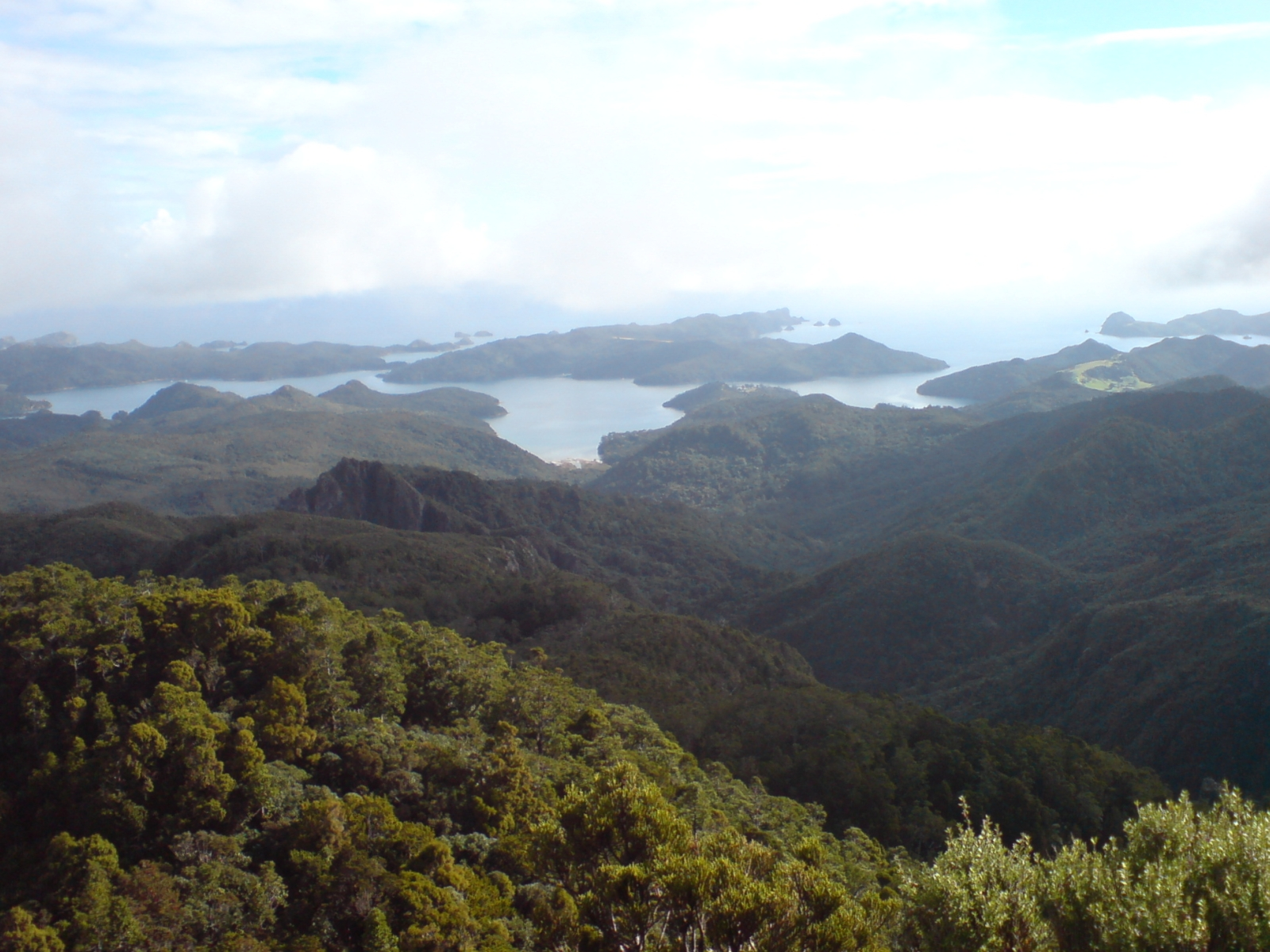
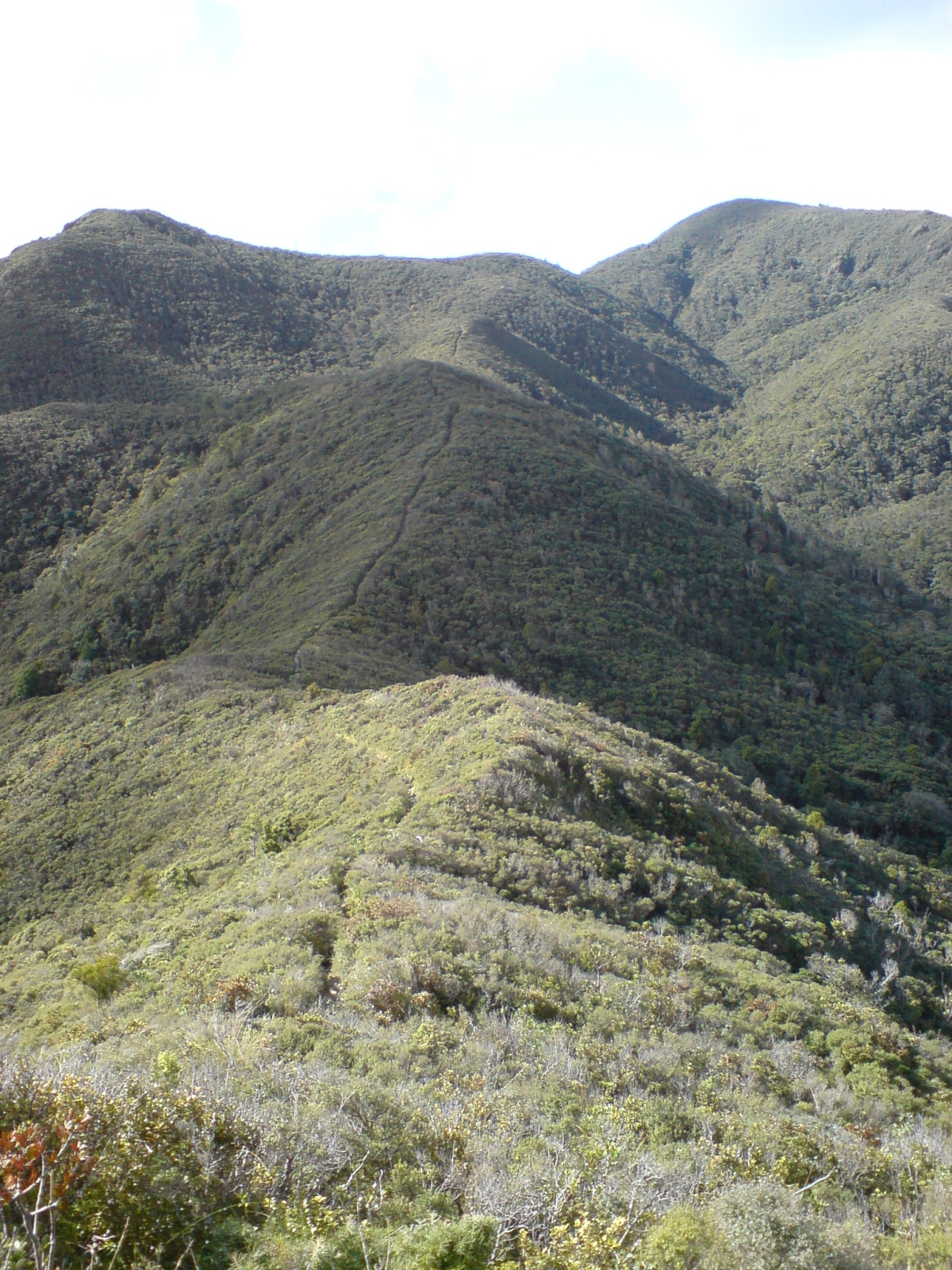
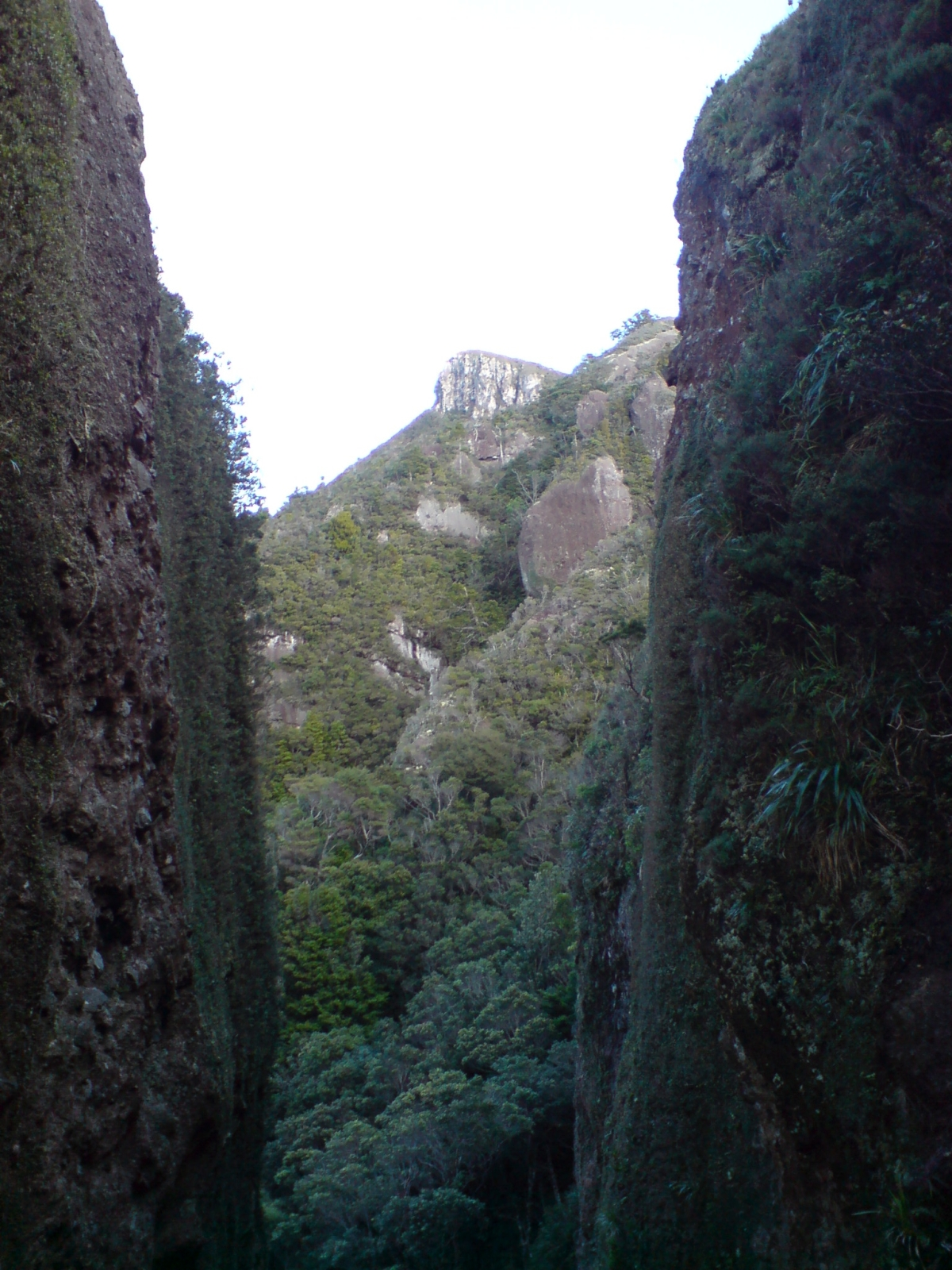